# Арейсага, Хуан Карлос де
Хуан Карлос де Арейсага-и-Альдунcин (17 января 1756 года, Фуэнтеррабия, Гипускоа — 18 марта 1820 года, Толоса, Гипускоа) — испанский генерал-лейтенант времён наполеоновских войн.

## Семья и начало военной карьеры
Он был сыном полковника Хуана Карлоса Арейсага-и-Ируста. В 1775 году он поступил на службу в пехотный полк Мальорки в качестве кадета. С этим полком он участвовал в алжирской экспедиции, и во время высадки в Алжире 8 июля 1775 года был тяжело ранен в левую руку. 3 января 1778 года он получил звание лейтенанта. Служил на военных кораблях во время войны против Англии, и 1 января 1783 года был повышен до капитана. В 1790 году Арейсага участвовал в обороне Орана и отличился в боях 21-го и 26-го октябрь. До 3 октября 1791 года он служил там в гарнизоне.

## Война первой коалиции
В начале войны против Франции он был назначен адъютантом генерала Вентуры Каро, главнокомандующего армией Гипускоа и Наварры. Принимал участие в битве при Шато-Пиньон (6 июня 1793 г.). Он организовал батальон добровольцев из Гипускоа, командующим которого он был назначен 8 июля. Сражался 5 февраля 1794 года при Андае, а 24 апреля, 18 мая и 16 июня при Пунта-дель-Диаманте. Во время бомбардировки форта в Бирьяту 23 июня он снова был ранен. В следующем году он сражался в Эльгойбаре и Аскарате 9 и 19 мая 1795 года, участвовал в отступлении из Эльгойбара 28 мая, сражался в Элосуа и Вергаре 29 и 30 июня, а 15 июля вернулся в Миранда-де-Эбро. В конце войны 4 сентября 1795 года ему было присвоено звание подполковника, а 4 февраля 1796 года он был назначен командиром полка Мальорки.
12 ноября 1797 года он стал командиром 3-го батальона Севильского полка, а 2 апрель 1799 года его повысили до полковника и временно перевели командовать полком Кордовы. 25 сентября 1800 года он был официально назначен полковником этого полка. Во время следующей войны против Англии он служил под командованием генерала Морлы и возглавлял военное командование в Исла-де-Леон (Кадис). 27 марта 1802 года он получил отпуск, чтобы жениться на Марии Ана де Магаллон Армендарис, дочери Хосе Мария Магаллона, маркиза Сан-Адрианского. Они поженились 5 мая в Толосе.

## Межвоенное время
После войны в 1802 году он был удостоен титула рыцаря Ордена Сантьяго. В июне 1803 года он был произведён в полковники на главной площади Сан-Себастьяна, а два года спустя в ноябре 1805 года ушёл в отставку в Памплоне. Там он подружился с молодым Франсиско Хавьером Миной, который впоследствии стал лидером испанских партизан. Он жил в Толосе до 1808 года, после чего присоединился к отряду наследного принца Фернандо и сопровождал его на пути через Виторию в Байонну.

## Пиренейская война
В начале Пиренейской войны Арейсага отправился в Уэску и Сарагосу, набрал ополченцев и в ноябре 1808 года перешёл в подчинение генерала Кастаньоса. После поражения в битве при Туделе комиссар Центральной хунты Франсиско Палафокс поставил его во главе пехотной дивизии.
Получив 8 марта 1809 года звание бригадного генерала, он завербовал войска в Мекиненсе и собрал их в Тортосе. 1 мая он был произведён Центральной хунтой Севильи в генерал-майоры и получил под командование дивизию Второй Правой Армии генерала Блейка.
23 мая в битве при Альканьисе он командовал вновь созданной дивизией, а 1 июля был повышен до генерал-лейтенанта. Затем 18 июня он сражался в битве при Бельчите и был назначен губернатором Лериды после отступления. До конца сентября он организовывал там местную оборону под командованием генерала Франсиско Рамона де Эгуйи, а 22 октября был назначен командующим Армии Центра.
Осенью 1809 года вопреки совету Артура Уэлсли хунта подготовила план атаки с целью оттеснить французов от Мадрида. Армия Центра во главе с Арейсага и Армия Эстремадуры во главе с герцогом Альбуркерке должны были действовать сообща.
Арейсага собрал в Сьерра-Морене армию примерно из 50 тыс. человек, 5,7 тыс. кавалеристов и 60 орудий, которые получили самую лучшую экипировку и вооружение. 3 ноября он начал наступление, вынудив французские войска отступить в Оканью. Часть его кавалерии, которой командовал генерал-майор Берму, была отброшена 18 ноября в Онтиголе. На следующий день он потерпел сокрушительное поражение от французов под командованием Сульта, Мортье и Себастьяни в битве при Оканье, потеряв около 20 тыс. человек убитыми, ранеными и пленными. Остатки его армии рассеялись и отступили на свою базу в Сьерра-Морене, где три недели спустя он смог собрать 24 тыс. человек. Подавленный Арейсага попросил хунту об отставке, но его просьба была отклонена. Он сохранил командование войсками в Сьерра-Морене, но ему пришлось покинуть этот район 20 января 1810 года из-за фланговых манёвров французов. Затем он был вынужден вывести свои разгромленные войска в Гранаду, где 27 января передал их под командование генералу Блейку. 3 августа 1810 года Центральная хунта назначила его губернатором Картахены. Он оставался на этой должности до 28 декабря, когда был направлен в реорганизованную 5-ю армию под командованием маркиза де ла Романы. Эти войска отправились в Кадис, чтобы защитить правительство, и прибыли туда в начале апреля 1811 года.
18 сентября 1811 года за разгром при Оканье он был понижен в должности до командира гарнизонного поста в Аликанте, но 15 февраля 1813 года получил приказ вернуться в Кадис. Затем он получил пост губернатора Альхесираса, который занимал с июня по декабрь 1813 года.

## Окончание Пиренейской войны и Сто дней
После возвращения Фердинанда VII в июле 1814 года он был назначен генерал-капитаном Гипускоа. В течение Ста дней он командовал Левой наблюдательной армией до 9 июня 1815 года, после чего передал командование генералу Энрике О’Доннелу, графу Бисбалю.

## Дальнейшая служба и смерть
12 июня 1816 года его ходатайство о присвоении военного креста Ордена Святого Фердинанда было отклонено, но 23 декабря он получил, согласно Gazette de Madrid, Большой крест Ордена Святого Херменегильдо. В своей родной Гипускоа он командовал провинциальными войсками до самой смерти в марте 1820 года.